# Resolutie 964 Veiligheidsraad Verenigde Naties
Resolutie 964 van de Veiligheidsraad van de Verenigde Naties werd aangenomen op 29 november 1994. Dit gebeurde met dertien stemmen voor en twee onthoudingen van Brazilië en Rusland. Middels deze resolutie stond men toe dat de voorhoede van de UNMIH-vredesmacht in Haïti werd versterkt tot 500 manschappen.

## Achtergrond
Na decennia onder dictatoriaal bewind won Jean-Bertrand Aristide in december 1990 de verkiezingen in Haïti. In september 1991 werd hij met een staatsgreep verdreven. Nieuwe verkiezingen werden door de internationale gemeenschap afgeblokt waarna het land in de chaos verzonk. Na Amerikaanse bemiddeling werd Aristide in 1994 in functie hersteld.

## Inhoud
De Veiligheidsraad:
- herinnert aan de resoluties 841, 861, 862, 867, 873, 875, 905, 917, 933, 940, 944 en 948;
- herinnert ook aan het (vredes)akkoord en het Pact van New York;
- overwoog de rapporten van de multinationale macht (MNF) in Haïti;
- overwoog ook de rapporten van secretaris-generaal Boutros Boutros-Ghali;
- merkt op dat er vooruitgang is gemaakt bij het creëren van een veilige en stabiele omgeving in Haïti;

1. verwelkomt de positieve ontwikkelingen;
2. looft de inspanningen van de MNF;
3. looft president Jean-Bertrand Aristide voor zijn inspanningen voor nationale verzoening;
4. verwelkomt de oprichting van een voorhoede van UNMIH en een werkgroep die de overgang (naar UNMIH) moet voorbereiden;
5. autoriseert de secretaris-generaal om de voorhoede te versterken tot 500 man;
6. vraagt de secretaris-generaal om met regelmatige tussenpozen informatie te geven over de versterkingen die in nauwe samenwerking met de MNF moeten gebeuren;
7. vraagt de secretaris-generaal ook om de volledige inzet van UNMIH te plannen;
8. vraagt om constante samenwerking tussen de MNF en de voorhoede van UNMIH;
9. besluit om actief op de hoogte te blijven.

## Verwante resoluties
- Resolutie 944 Veiligheidsraad Verenigde Naties
- Resolutie 948 Veiligheidsraad Verenigde Naties
- Resolutie 975 Veiligheidsraad Verenigde Naties (1995)
- Resolutie 1007 Veiligheidsraad Verenigde Naties (1995)

Lijst ·  893 ·  894 ·  895 ·  896 ·  897 ·  898 ·  899 ·  900 ·  901 ·  902 ·  903 ·  904 ·  905 ·  906 ·  907 ·  908 ·  909 ·  910 ·  911 ·  912 ·  913 ·  914 ·  915 ·  916 ·  917 ·  918 ·  919 ·  920 ·  921 ·  922 ·  923 ·  924 ·  925 ·  926 ·  927 ·  928 ·  929 ·  930 ·  931 ·  932 ·  933 ·  934 ·  935 ·  936 ·  937 ·  938 ·  939 ·  940 ·  941 ·  942 ·  943 ·  944 ·  945 ·  946 ·  947 ·  948 ·  949 ·  950 ·  951 ·  952 ·  953 ·  954 ·  955 ·  956 ·  957 ·  958 ·  959 ·  960 ·  961 ·  962 ·  963 ·  964 ·  965 ·  966 ·  967 ·  968 ·  969